# ファナティック (2006年の映画)
『ファナティック』（英: Halloween Night）は、2006年に製作されたアメリカ合衆国のホラー映画。

## キャスト
- デヴィッド：デレク・オセダッチ
- シャノン：レベッカ・コーチャン
- アンジェラ：エリカ・ロビー
- クリス・ベイル：スコット・ネリー
- トレイシー：アリシア・クライン
- ケンドル：アマンダ・ウォード